# 1639

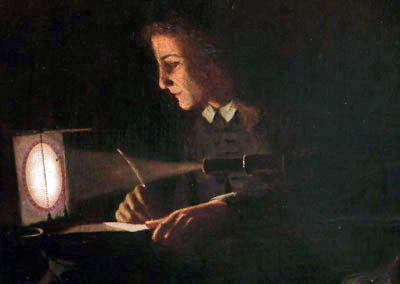
Horrocks terwijl hij de Venusovergang van 1639 observeert (J.W.Lavender, 1903)

Het jaar 1639 is het 39e jaar in de 17e eeuw volgens de christelijke jaartelling.

## Gebeurtenissen
januari
- januari – Rembrandt, nu een vermogend man, koopt een groot huis in de Amsterdamse Breestraat (later wordt dat het Rembrandthuis).

maart
- 11 - Drie jaar na de oprichting van de Universiteit van Utrecht besluit het stadsbestuur "dat men het bolwerk Sonnenborgh sal doen approprieren ende beplanten met cruijden nodich tottet oeffenen van de studenten in de medicijnen"

mei
- 24 – Nabij Spitsbergen vergaat de Hoornse walvisvaarder Spitsbergen van Dirck Albertsz Raven. Zo'n twintig bemanningsleden onder wie de commandeur worden gered door de Harlinger walvisvaarder De Oranjeboom.

juni
- juni – De Zweedse zeeman Jonas Bronck en zijn Nederlandse vrouw varen met het schip De Brant Van Toryen de East River op om zich te vestigen op een stuk grond aan de overkant van de Harlem River.

juli
- 9 – Legging van de eerste steen voor de Leidse Lakenhal.
- 18 – Bernhard, hertog van Saksen-Weimar en opperbevelhebber van de geallieerde legers in de Dertigjarige Oorlog, sterft plotseling in zijn legerkamp bij Neustadt. Hoewel in het kamp de pest heerst, gaan geruchten dat de generaal op bevel van kardinaal Richelieu is vergiftigd.

augustus
- augustus - In Japan vaardigt de shogun Tokugawa Iemitsu een nieuwe serie bevelen uit ter restrictie van contacten met het buitenland. De Portugezen moeten onmiddellijk vertrekken.

september
- 25 – De 'tweede Spaanse Armada' wordt in Het Kanaal door de Nederlandse admiraal Maarten Harpertszoon Tromp opgewacht en ingesloten. Omdat de weg over land door een oorlog met Frankrijk is afgesloten, zijn de Spanjaarden gedwongen om troepenversterkingen over zee naar de Nederlanden te vervoeren.

oktober
- 21 – Zeeslag bij Duins tussen de Republiek en Spanje. Maarten Harpertszoon Tromp en viceadmiraal Witte de With verslaan een Spaanse oorlogsvloot van 55 schepen onder admiraal Antonio de Oquendo.

december
- 4 – De eerste waargenomen Venusovergang, door Jeremiah Horrocks.

zonder datum
- De WIC laat het monopolie op de pelshandel vervallen.
- De Britse Oost-Indische Compagnie vestigt zich in Madras, het huidige Chennai.
- De eerste synagoge, een Portugees-joodse, genaamd Talmud Tora, wordt gebouwd in Amsterdam.

## Beeldende kunst

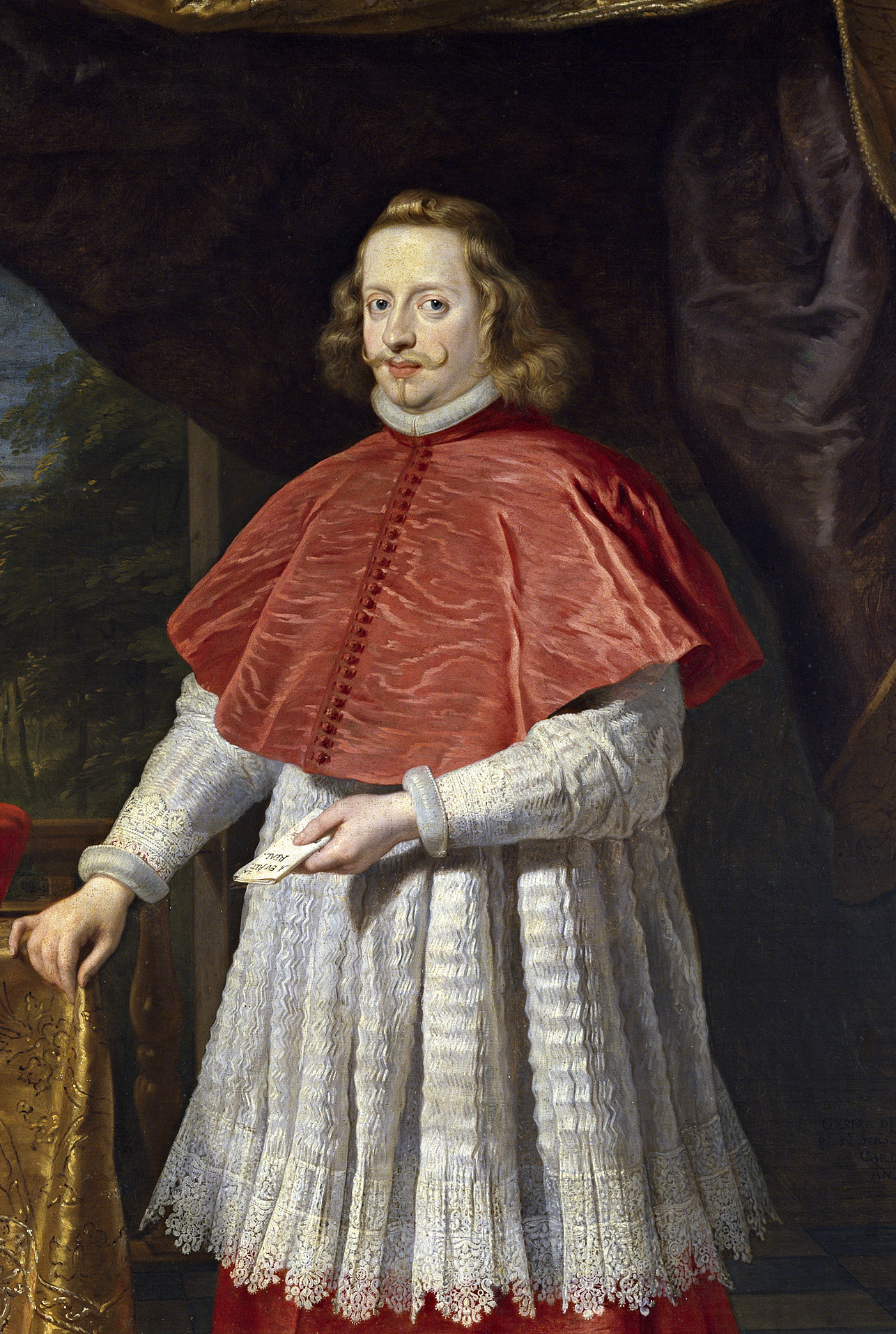
Portret van Kardinaal-Infant Ferdinand (1639) Gaspar de Crayer
Jakobs droom (1639) José de Ribera

## Bouwkunst

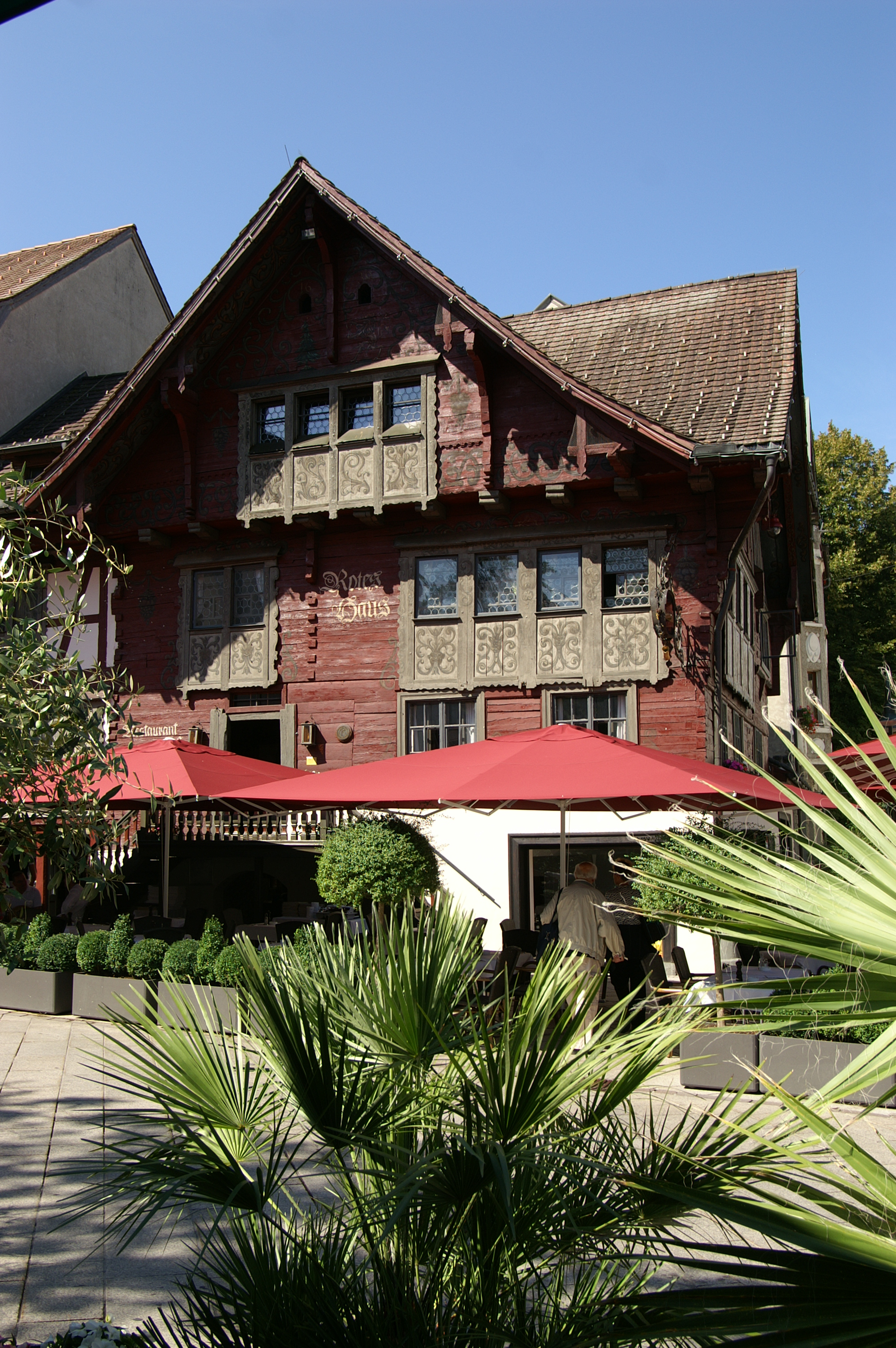
Rotes Haus Dornbirn, Oostenrijk (1639)
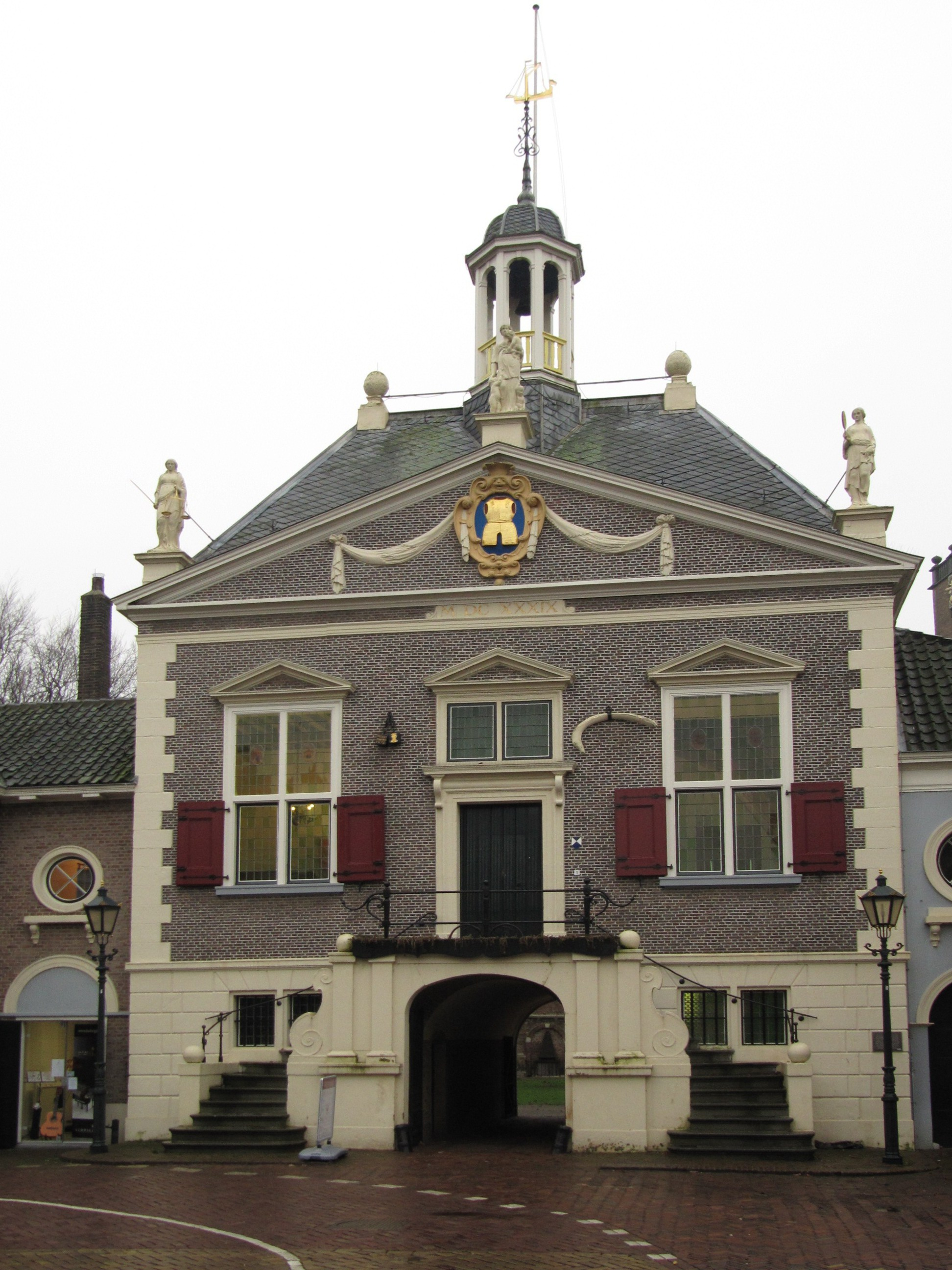
Oude Raadhuis, Middelharnis, Arent van 's-Gravesande, (begin bouw 1639)

## Geboren
april
- 13 – Joan Leonardsz Blasius, Nederlands schrijver en dichter (overleden 1672)

oktober
- 14 – Simon van der Stel, Nederlands ontdekkingsreiziger en gouverneur van Kaap de Goede Hoop

december
- 21 – Jean Racine, Frans dramadichter

## Overleden
juni
- 1 – Melchior Franck, Duits componist

augustus
- 7 – Maarten van den Hove (34), Nederlands wiskundige en sterrenkundige

november
- 3 – Martinus van Porres (59), Peruaans dominicaan en heilige
- 23 – Johan Ernst van Nassau-Siegen (21), Duits scheepsofficier bij de WIC

onbekend
- Elizabeth Cary (53-54), Engels dichter en toneelschrijver